# Wikipedia indonezyjskojęzyczna
Wikipedia indonezyjskojęzyczna – indonezyjska edycja językowa Wikipedii.
Edycja ta rozpoczęła działalność 7 listopada 2003. 31 maja 2005 zawierała 10 tys. artykułów. 1 lutego 2008 przekroczyła 50 tys. artykułów. Na dzień 7 listopada 2008 indonezyjska Wikipedia miała około 91 867 artykułów, co pozwoliło jej na zajęcie 25. pozycji wśród wszystkich edycji językowych.